# Opisanie świata
Opisanie świata – dwupłytowy album studyjny, którego kompozytorem jest Piotr Rubik. Wydawnictwo ukazało się 8 listopada 2011 roku nakładem Piotra Rubika i wytwórni muzycznej EMI Music Poland. Autorem libretta jest Zbigniew Książek.
Album rejestrowany był od 10 sierpnia 2011 roku przez ponad miesiąc w studiu Sound and more. Wśród 110 artystów biorących udział w nagraniu znaleźli się m.in. soliści Zofia Nowakowska, Marta Moszczyńska, Ewa Prus, Michał Gasz, Grzegorz Wilk oraz Wrocławski Chór Akademicki pod dyrekcją Alana Urbanka. Jedną z piosenek wykonuje Piotr Rubik wraz z córką Heleną. Na płycie oprócz orkiestry symfonicznej i fortepianu, do instrumentarium dołączył również gitarę elektryczną, gitarę akustyczną (Damian Kurasz), gitarę basową (Piotr Żaczek), instrumenty perkusyjne i perkusję (Robert Luty).
Singlami promującymi płytę zostały wykonywany przez Grzegorza Wilka „Strażnik raju” (premiera teledysku i piosenki odbyła się 7 listopada 2011 roku) oraz „Piosenka dla Helenki” (teledysk do utworu ukazał się 21 grudnia 2011 roku).

## Wykonania na żywo
Premierowy koncert odbył się 13 grudnia 2011 roku w Sali Kongresowej Pałacu Kultury i Nauki w Warszawie.
23 listopada 2012 odbył się koncert „Opisanie świata" na Słowacji w Koszycach. 9 grudnia 2012 odbył się koncert „Opisanie świata" w Lublinie w Hali Globus. 31 marca 2012 odbył się koncert „Opisanie świata" we Wrocławiu w Hali Stulecia. W lutym 2013 roku odbyła się trasa koncertowa w Chicago, promująca płytę Opisanie świata.

## Sprzedaż
Płyta dotarła na 8 miejsce sprzedaży w listopadzie 2011 roku. Album uzyskał status złotej płyty
| Kraj   | Lista sprzedaży (2011)    | Najwyższa pozycja | Certyfikat  | Sprzedaż |
| ------ | ------------------------- | ----------------- | ----------- | -------- |
| Polska | Oficjalna Lista Sprzedaży | 8                 | złota płyta | 6 000+   |

## Lista utworów
| CD 1 | CD 1                                                           | CD 1             | CD 1        | CD 1    |
| Nr   | Tytuł utworu                                                   | Słowa            | Muzyka      | Długość |
| ---- | -------------------------------------------------------------- | ---------------- | ----------- | ------- |
| 1.   | „Opisanie świata” (śpiew: wszyscy soliści)                     | Zbigniew Książek | Piotr Rubik | 4:04    |
| 2.   | „Nie ja, nie to nie ja” (śpiew: Grzegorz Wilk i Michał Gasz)   | Zbigniew Książek | Piotr Rubik | 2:57    |
| 3.   | „Ulica Skowronkowa” (śpiew: Marta Moszczyńska)                 | Zbigniew Książek | Piotr Rubik | 3:37    |
| 4.   | „Twój wiersz szuka ust” (śpiew: Ewa Prus)                      | Zbigniew Książek | Piotr Rubik | 3:20    |
| 5.   | „Perły aniołów” (śpiew: Michał Gasz)                           | Zbigniew Książek | Piotr Rubik | 4:23    |
| 6.   | „Dla wszystkich złote słońce” (śpiew: wszyscy soliści)         | Zbigniew Książek | Piotr Rubik | 3:06    |
| 7.   | „Piosenka dla Helenki” (śpiew: Helenka i Piotr Rubik)          | Zbigniew Książek | Piotr Rubik | 3:37    |
| 8.   | „Ty i ja, ty i ja” (śpiew: Grzegorz Wilk)                      | Zbigniew Książek | Piotr Rubik | 3:45    |
| 9.   | „Uśmiech warszawskiej Mona Lisy” (śpiew: Michał Gasz)          | Zbigniew Książek | Piotr Rubik | 3:34    |
| 10.  | „Na skrzydłach roztańczonych marzeń” (śpiew: Zofia Nowakowska) | Zbigniew Książek | Piotr Rubik | 3:31    |
|      |                                                                |                  |             | 35:54   |

| CD 2 | CD 2                                                                    | CD 2             | CD 2        | CD 2    |
| Nr   | Tytuł utworu                                                            | Słowa            | Muzyka      | Długość |
| ---- | ----------------------------------------------------------------------- | ---------------- | ----------- | ------- |
| 1.   | „Zawsze chodzi o pieniądze” (śpiew: wszyscy soliści)                    | Zbigniew Książek | Piotr Rubik | 3:09    |
| 2.   | „Gdy ogień się z kamieniem zbrata” (śpiew: wszyscy soliści)             | Zbigniew Książek | Piotr Rubik | 3:05    |
| 3.   | „Mój królewiczu z bajki dla rozbitków” (śpiew: Ewa Prus)                | Zbigniew Książek | Piotr Rubik | 3:38    |
| 4.   | „Strażnik raju” (śpiew: Grzegorz Wilk)                                  | Zbigniew Książek | Piotr Rubik | 3:49    |
| 5.   | „Zazdrostka” (śpiew: Michał Gasz)                                       | Zbigniew Książek | Piotr Rubik | 3:50    |
| 6.   | „W samo południe zgasło słońce” (śpiew: Zofia Nowakowska)               | Zbigniew Książek | Piotr Rubik | 3:48    |
| 7.   | „Bo musi uciec ptak” (śpiew: Ewa Prus i Marta Moszczyńska)              | Zbigniew Książek | Piotr Rubik | 3:44    |
| 8.   | „Lawendowy walc” (śpiew: wszyscy soliści)                               | Zbigniew Książek | Piotr Rubik | 3:05    |
| 9.   | „Za rzeką nieodkryty ląd” (śpiew: Marta Moszczyńska i Zofia Nowakowska) | Zbigniew Książek | Piotr Rubik | 3:11    |
|      |                                                                         |                  |             | 31:19   |